# روی کافین
روی کافین (انگلیسی: Roy Coffin; ۱۰ مهٔ ۱۸۹۸ – ۱۰ نوامبر ۱۹۸۲) بازیکن هاکی روی چمن اهل ایالات متحده آمریکا بود.